# Generación del 28
La Generación del 28 es el nombre con el que se conoce al grupo venezolano de estudiantes universitarios que protagonizaron en el carnaval caraqueño de 1928 un movimiento de carácter académico y estudiantil que derivó en un enfrentamiento con la dictadura de Juan Vicente Gómez.

## Generación
Esta actividad política desatada en 1928, con protestas y discursos políticos cargados de ideales democráticos y anti-gomecistas llevó a centenares de estudiantes a la cárcel de la Rotunda y al castillo de Puerto Cabello. 
Al poco tiempo de la liberación de los estudiantes, se produce un acercamiento entre algunos de estos Juan José Palacios, Francisco Rivas Lázaro, Fidel Rontondaro, y Germán Tortosa, entre otros, con jóvenes oficiales del Ejército, entre quienes se encontraba el hijo Eleazar López Contreras, con la finalidad de planificar un golpe de Estado que se ejecutó el 7 de abril de 1928, pero fue controlado por Eleazar López Contreras. Sus principales autores fueron encarcelados en La Rotunda. 
En este movimiento participaron como estudiantes: Agustín Valdivieso Otaola, Rómulo Betancourt, Jóvito Villalba, Andrés Eloy Blanco, Juan Oropeza, Raúl Leoni, Rafael Vegas, Humberto Tejera, Miguel Otero Silva, Edmundo Fernández Marquis, Juan Bautista Fuenmayor, Germán Suárez Flamerich, Miguel Acosta Saignes, Kotepa Delgado, Juan Oropeza, Elías Toro, Rodolfo Quintero y Fernando Salvador Key Sánchez, Iván Darío Maldonado Bello, Francisco Ignacio Romero Villalobos, entre otros. Según Miguel Otero Silva, el movimiento estaba conformado por un total de 252 estudiantes.
Fue el primer movimiento exitoso de masas en la historia política de Venezuela. De este grupo surgieron los líderes que empezaron a organizar las nuevas agrupaciones políticas que constituían el futuro e instrumentos de lucha política contra el gobierno de Gómez.

## Actos de febrero

### El carnaval
Los actos para el carnaval constaban de:
- Desfile desde la Universidad Central de Venezuela hasta el Panteón Nacional, en homenaje a los próceres de la Independencia.
- Coronación de la reina de los estudiantes Beatriz I (Beatriz Peña Arreaza), en el Teatro Municipal de Caracas.
- Recital de la juventud, en un teatro capitalino.
- Concentración juvenil en La Pastora.

Todo en el marco de fortalecer la nueva Federación de Estudiantes de Venezuela, promovida por los jóvenes estudiantes que buscaban reconstruir este ente, clausurado en el pasado por Cipriano Castro.

Todo empezó el día lunes 6 de febrero y transcurría normalmente para la costumbre de la época, hasta que empezaron los pronunciamientos, el primero de ellos por parte de José Pio Tamayo, quien recitó un poema dedicado a la reina Beatriz I considerado por algunos el primer manifiesto antigomecista. El poema rezaba:
(...)Pero no, Majestad
que he llegado hasta hoy,
y el nombre de esa novia se me parece a vos!
Se llama: ¡LIBERTAD!
Decidle a vuestros súbditos
-tan jóvenes que aún no pueden conocerla-
que salgan a buscarla, que la miren en vos,
¡vos, sonriente promesa de escondidos anhelos!
Vuestra justicia ordene.
Y yo, enhiesto otra vez,
-alegre el junco en silbo de indígena romero-
armado de esperanzas como la antigua raza,
proseguiré en marcha.
Pues con vos, Reina nuestra,
juvenil, en su trono, ¡se instala el porvenir!
Al día siguiente en la Plaza de La Pastora Joaquín Gabaldón Márquez, de vehemente arenga a los estudiantes, invitó a seguir el ejemplo de los jóvenes patriotas en La Victoria en 1814 y el miércoles ocho en el teatro Rívoli, en un recital de poesía, prorrumpieron los discursos políticos donde hablaron Miguel Otero Silva, Manuel Noriega Trigo, Gonzalo Carnevali, Jacinto Fombona Pachano, Antonio Arráiz y Rómulo Betancourt.

### Prisión, protesta y libertad
El gobierno puso fin a la celebración y el 14 de febrero, Día de la Juventud: por sus discursos detuvieron a los estudiantes de Derecho, Rómulo Betancourt, Joaquín Gabaldón Márquez y Jóvito Villalba, Prince Lara por la ruptura de la placa y Pío Tamayo por su poema “subversivo”. En solidaridad con los detenidos, más de dos centenares de universitarios dieron a conocer un telegrama a Juan Vicente Gómez en el que se consideraban corresponsables de lo sucedido, por lo que 214 de ellos fueron también encarcelados, ahora en la antigua fortaleza colonial de Puerto Cabello. Ante este abuso de autoridad, brotaron nuevas protestas populares en Caracas, acompañadas de cierre de comercios y huelgas, que se extendieron a otras partes del país. Para calmar los ánimos, y en un acto sin precedentes, el gobierno liberó a los jóvenes estudiantes doce días después de su arresto, los que fueron ovacionados por el pueblo al regresar a la capital.

## Rebelión del 7 de abril
En los primeros días del mes de abril, el 7, se produjo el alzamiento militar del capitán Rafael Alvarado y de los subtenientes Barrios, Fernández y Leffman (de la Academia Militar), los militares contaron con el inmediato y amplio respaldo de los estudiantes y de otros sectores de la sociedad caraqueña. De esta manera, los dirigentes estudiantiles del 28 que habían iniciado un movimiento de protesta, se vieron envueltos al poco tiempo en un movimiento armado cuya finalidad era derrocar al gobierno de Gómez.

Aunque los alzados lograron controlar el cuartel de Miraflores, cuando se dirigieron al Cuartel San Carlos para hacer lo mismo, se encontraron con que los allí comprometidos habían sido dominados por el propio general López Contreras. A pesar de que el movimiento fue sofocado con facilidad por el gobierno de Gómez, el mismo demostró la existencia de tendencias contrarias al gomecismo, pero que no provenían del viejo caudillismo del siglo XIX. Años después el capitán Alvarado declararía sobre la sublevación:
«...después de la fiesta de los estudiantes comprendí que el estado de ánimo del pueblo de Venezuela, en un momento dado, era posible que acompañara a un individuo de ideas nuevas (sin ser socialista) hasta la realización de un plan preconcebido...».
En definitiva, todos los involucrados en la sublevación fueron detenidos y juzgados bajo condiciones de tortura y decidía. El capitán Alvarado murió en la prisión del castillo de Puerto Cabello, el 12 de diciembre de 1933 y la mayoría de sus compañeros permanecieron en la cárcel hasta la muerte del general Gómez en diciembre de 1935.